# Mario Palanti
Mario Palanti (20 september 1885 - 4 september 1978) was een Italiaanse architect, die gedurende zijn carrière vele belangrijke gebouwen in Argentinië en Uruguay heeft ontworpen. Hij werd geboren in 1885 te Milaan en studeerde architectuur aan de Brera Academie en de Technische Universiteit van Milaan. In 1909 vertrok hij samen met Francesco Gianotti naar Buenos Aires met de opdracht het Italiaanse paviljoen te ontwerpen voor de Exposición Internacional del Centenario.
Gedurende de daaropvolgende twintig jaar werkte hij aan beide kanten van de Río de la Plata. Hier werkte hij voor rijke cliënten in voornamelijk Montevideo en Buenos Aires. Zijn stijl was gebaseerd op een interpretatie van de jugendstil en de wederopstanding van de renaissance. Hij was verantwoordelijk voor het ontwerp van onder meer het Palacio Barolo en Hotel Castelar, beiden gelegen aan de Avenida de Mayo. Ook ontwierp hij het Palacio Chrysler (tegenwoordig bekend onder de naam Palacio Alcorta), dat een testbaan voor auto's op haar dak had. In Montevideo ontwierp hij onder meer het Palacio Salvo.
In 1930 verhuisde Palanti terug naar Italië. Hier werkte hij aan meerdere projecten, die echter nooit gerealiseerd zijn. Hij werd gekroond tot 
Commandeur in de Orde van de Italiaanse Kroon. In 1978 stierf hij in zijn geboortestad Milaan. Zijn lichaam werd gelegd in het Civico Mausoleo Palanti, dat hijzelf ontworpen had en onderdeel is van de Cimitero Monumentale di Milano.

## Galerij

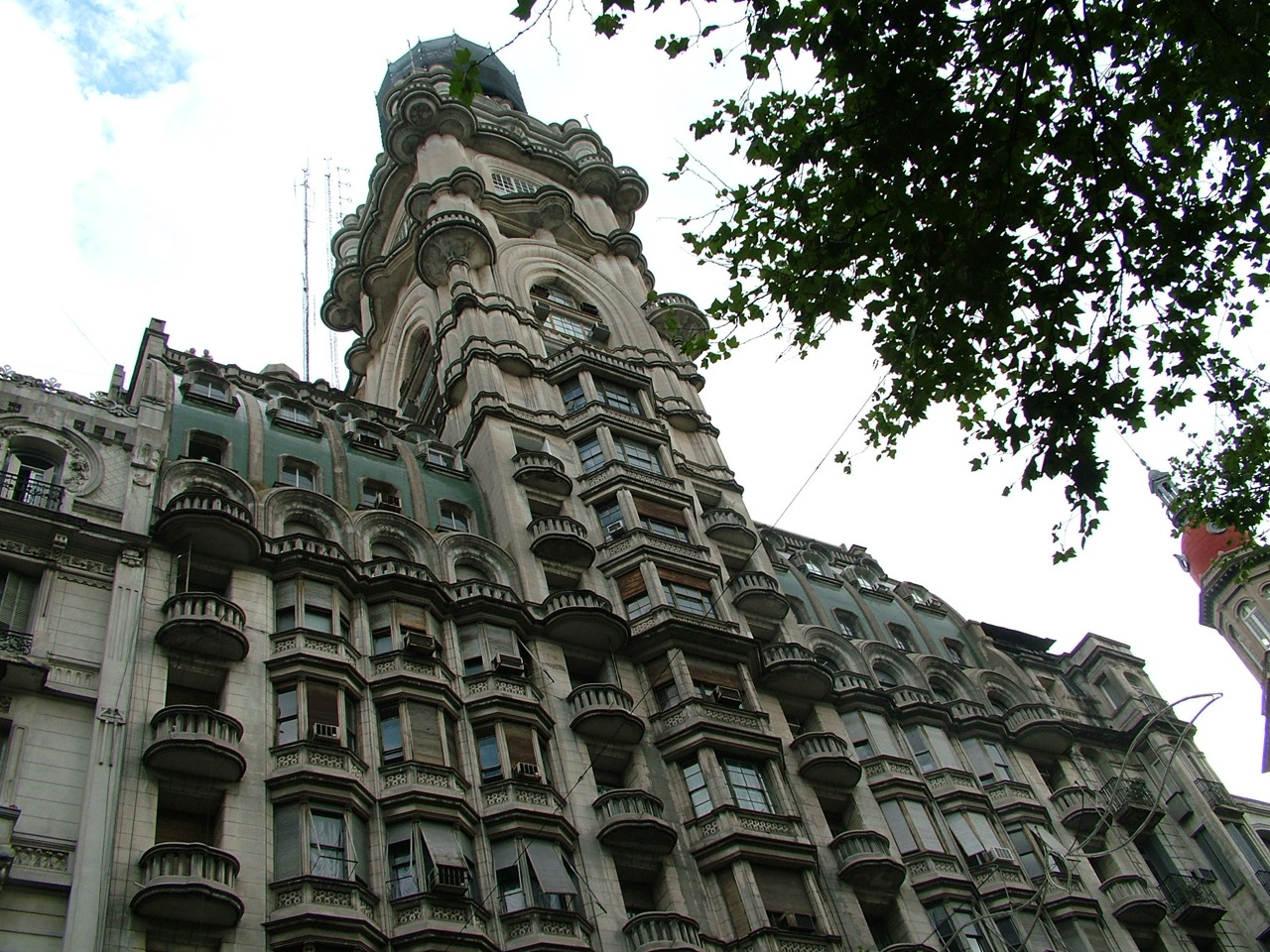
Palacio Barolo te Buenos Aires
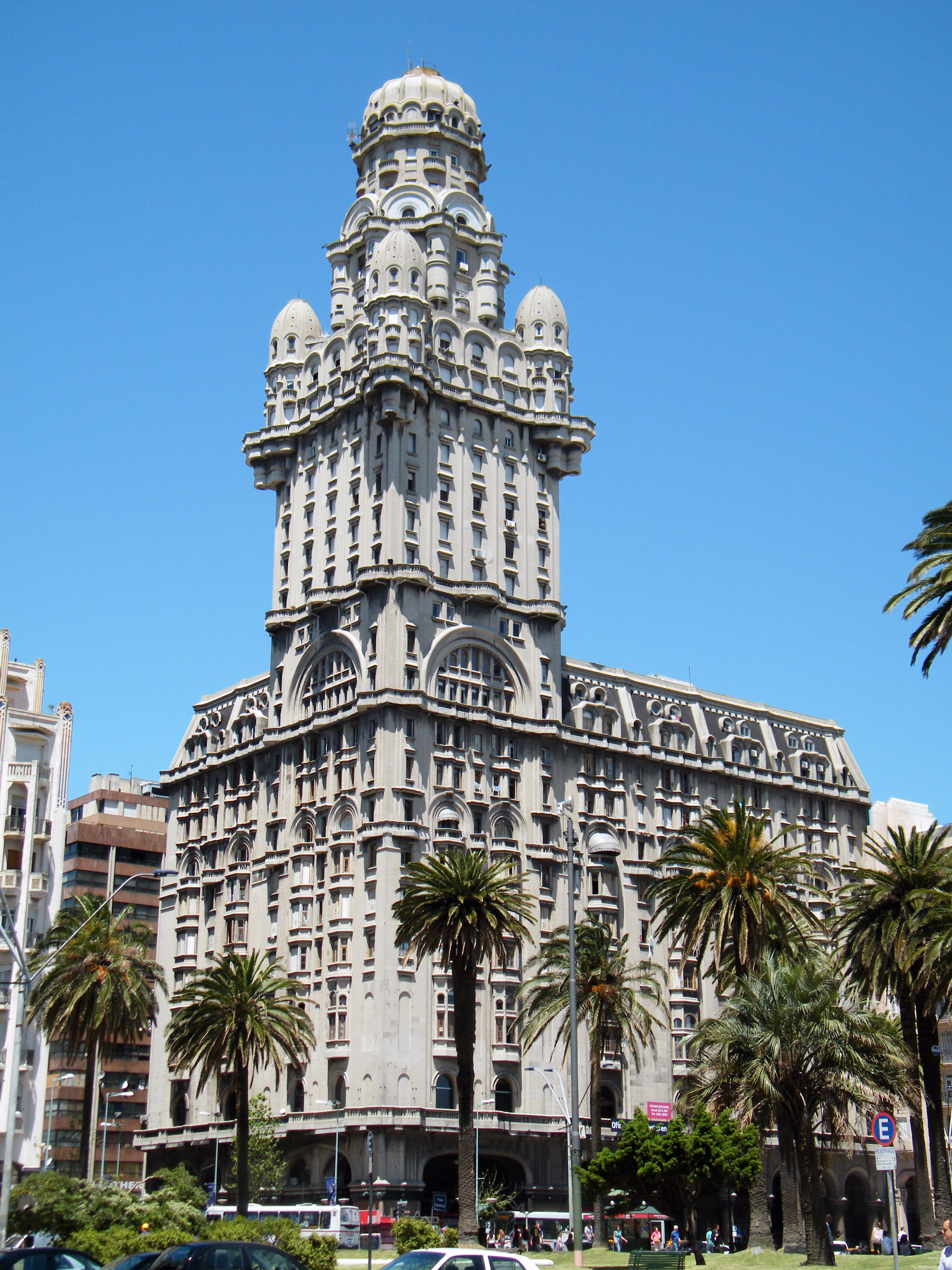
Palacio Salvo te Montevideo
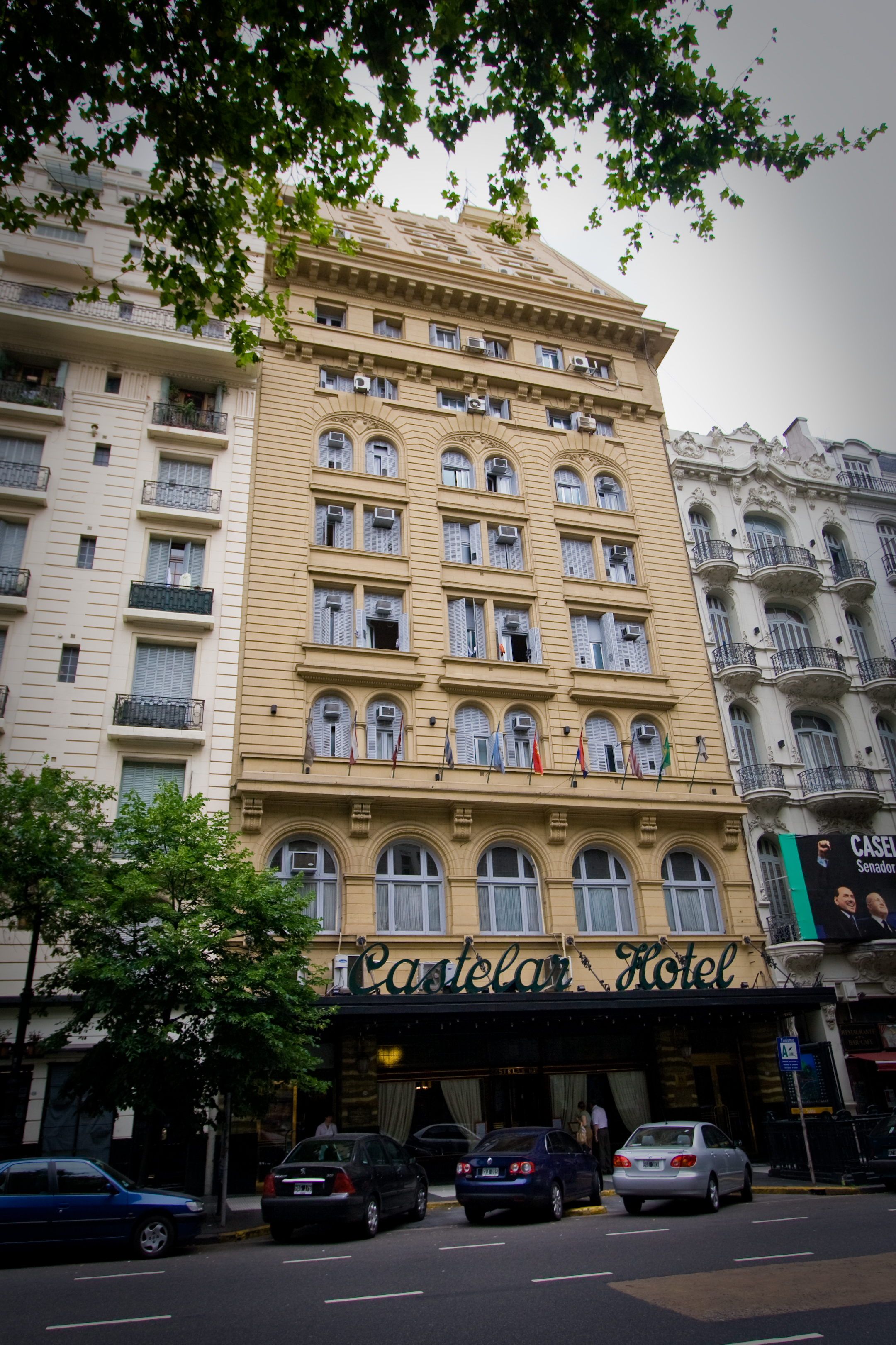
Hotel Castelar te Buenos Aires
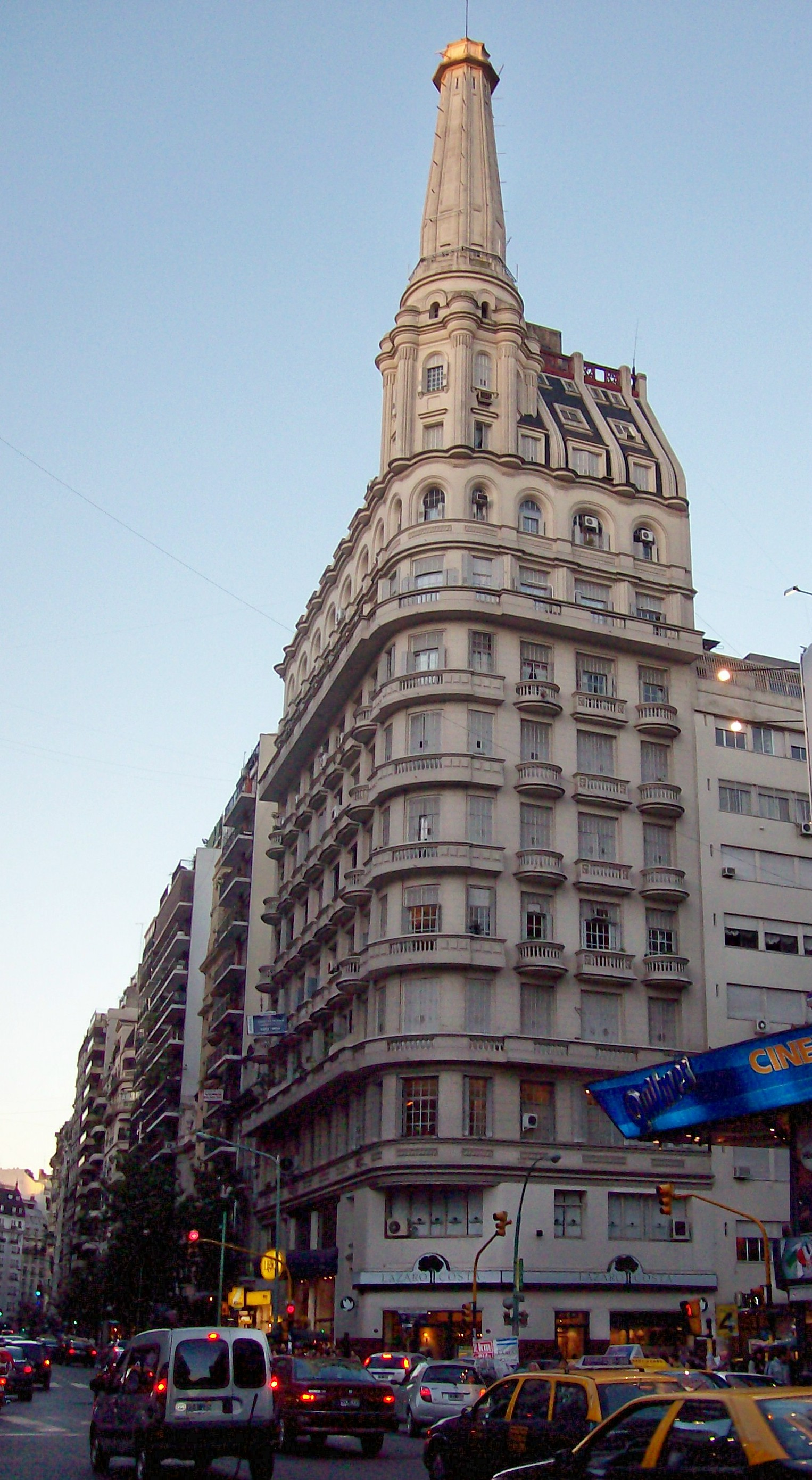
Roccatagliata gebouw te Buenos Aires

- autores.uy: 13119
- Gemeinsame Normdatei: 133760723
- International Standard Name Identifier: 0000 0000 6122 6709
- Library of Congress Control Number: n88068221
- Istituto Centrale per il Catalogo Unico: VEAV029944
- Système universitaire de documentation: 188422021
- Union List of Artist Names: 500108891
- Virtual International Authority File: 11390884
- WorldCat: E39PBJccgg3MKv9gBGx8rYWFKd